# Чурешти (Олт)
Чурешти (рум. Ciurești) насеље је у Румунији у округу Олт у општини Корбу. Oпштина се налази на надморској висини од 151 m.

## Становништво
Према подацима из 2002. године у насељу је живело 190 становника, од којих су сви румунске националности.